# Ognyanovo (Elin Pelin)
Ognyanovo est un village de l'ouest de la Bulgarie, situé dans la municipalité d'Elin Pélin, région de Sofia .

## Histoire
Le nom de la localité à la fin de l'occupation ottomane et après la Libération de la Bulgarie et Gurédjiya. En 1934, la localité est renommée Sglédnitsi. Après l'établissement de la République populaire de Bulgarie, le village est rebaptisé Ognyanovo en l'honneur d'Iliya Guénév, surnommé Ognyan, membre de la brigade Tchavdar.